# Dschamschid

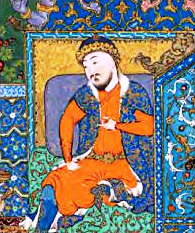
Dschamschid, in einer Schahname-Ausgabe

Dschamschid, (persisch جمشید, DMG Ǧamšīd), auch Dschemschīd, Kurzform Dschem (persisch جم Dscham, DMG Ǧam), oder auch Yima auf Avestisch, ist eine Figur der iranischen Mythologie. Dschamschid erscheint als berühmter Herrscher (Dschamschid Schah) in zoroastrischen Schriften und in späteren Werken der persischen Literatur als eine herausragende Herrschergestalt, unter der ein „Goldenes Zeitalter der Welt“ begann.

## Etymologie
Der auch heute noch gebräuchliche Vorname besteht aus den beiden Teilen Dscham und Schid, die von den avestischen Wörtern Yima und Xšaēta abstammen. Diese leiten sich wiederum von den protoiranischen Wörtern *Yamah Xšaitah her. Yima kann wie das verwandte Sanskritwort Yama mit Zwilling übersetzt werden und auf einen ursprünglichen indoiranischen Glauben hindeuten, was aber in der iranischen Mythologie nicht belegt ist. Durch Umwandlung des y in dsch und den Verlust der Endsilbe wurde aus dem avestischen Yima im Mittelpersischen Dscham.
Xšaitah bedeutet scheinend, hell, strahlend. Mit der Weiterentwicklung der iranischen Sprachen wurde daraus Shēd (Xš → š (sch); ai → ē; t → d zwischen Vokalen; Verlust der Endsilbe). Im iranischen Persisch wurde schließlich aus langem ē langes ī, sodass es im Iran Dschamschīd heißt, im Persischen Afghanistans und Tadschikistans hingegen noch Dschamschēd.
Dschamschid ist ein beliebter persischer männlicher Vorname. In der Türkei wird er zu Cem verkürzt.

## Parallelen zwischen Yima im Avesta und Yama in den Veden
Yima ist der Sohn des Vivaŋhat und ebenso ist der hinduistische Todesgott Yama der Sohn des Vivasvat. Der Name des Vaters lässt sich in beiden Fällen mit er, der ausstrahlt übersetzen.
Aber im Gegensatz zu Yima ist der Yama aus den Veden der erste Mann auf Erden und Yami seine Gefährtin. Dagegen heißt das erste Menschenpaar im Avesta Maschya and Maschyana.

## Yima im Avesta
Als Zarathustra seinen Gott Ahura Mazda fragt, mit wem er zuerst die Daena, also die religiösen Lehren, die religiöse Ordnung besprochen habe, teilte der ihm mit, das sei Yima (ältere Form von Dschamschid) gewesen. Da dieser aber die Bitte Ahura Mazdas abgelehnt habe, die Daena in Erinnerung zu bewahren und zu unterstützen, habe er ihn zum Aufseher und Beschützer der Welt und des Viehs gemacht, zum ersten Herrscher (Vendidad 2,1-5). Als Insignien erhielt Yima einen goldenen Ring und einen Stab.
Unter Yima lebten alle guten Menschen ein Leben ohne Krankheit und Armut. Da damals die Lebewesen noch nicht starben, war die Erde aber nach dreihundert Wintern überfüllt. Auf eine Warnung von Ahura Mazda wandte Yima sich mit seinen Herrscherinsignien Ring und Stab an die Amschaspand, die wohltätigen Unsterblichen der Erde, und bat sie, die Erde um ein Drittel auszudehnen, so dass mehr Menschen und Vieh ernährt werden konnten (Vendidad 2,8-19). Aber nach sechshundert Jahren stellte sich wieder das gleiche Problem. Also bat Yima die Geister, die Erde wieder auszudehnen. Sie taten es. Nach neunhundert Jahren war die Erde wieder überfüllt, so dass Yima wieder die Geister bitten musste.
Der Text des Avesta berichtet weiter, dass Ahura Mazda eine Versammlung der Verehrungswürdigen, des Yima und der Menschen im ersten perfekten Lande Airyanem Vaejah einberief. Er kündigte einen großen langen Winter an. Yima sollte die Menschen und Geschöpfe schützen, indem er auf Geheiß Ahura Mazdas eine Festung (Avestisch Vara) errichtete, in der er die Samen von körperlich makellosen Menschen, Tieren, Pflanzen und Feuer zusammentrug. In der Festung brannten besondere Lichter und den Menschen kam ein Jahr wie ein Tag vor (Vendidad 2,20-41). Yima errichtete die Höhle, indem er mit seinem Fuß aufstampfte und die Erde wie Ton formte. Er baute Gebäude und Straßen und brachte fast 2000 Menschen dorthin. Nach der Vollendung versiegelte er die Vara mit einem goldenen Ring.
Ein wesentlich älterer mittelpersischer Text, der sich als Auslegung noch älterer Dokumente versteht, sagt vorher, dass der Mörder Zarathustras der Tur Bratoreres in der Endzeit hervortreten wird und im Winter schlimme Regenfälle, im Sommer Schneefälle und Hagel verursachen wird, so dass alle Menschen sterben werden. Die Erde werde dann von der Festung Yimas aus wiederbesiedelt. (Großer Bundahisn 3 3,30)

## Dschamschid imSchāhnāme– Sage IV
Im Schāhnāme von Firdausi ist Dschamschid Enkel von Huschang und der vierte König der Welt aus dem Geschlecht der Pischdadier. Er gebot über alle Bestien, Dämonen (Diws) und Engel der Welt. Er war König und gleichzeitig oberster Priester des Ormozd (mittelpersisch für Ahura Mazda). Als mächtiger König ersann er allerlei Erfindungen, die das Leben der Menschen vereinfachten. So erfand er das Weben und Färben von Stoff, Wolle und Seide und vollendete in einem Zeitraum von 50 Jahren das Spinnen und Weben. Ebenfalls 50 Jahre lang schuf er Rüstungen und Waffen. Er legte Minen an, entdeckte kostbare Steine und baute Häuser aus Ziegeln. Er ersann das Parfüm, den Wein, die Navigation auf See und erfand die Heilkunst. In den dritten 50 Jahren seiner Herrschaft teilte er die Gesellschaft in Stände (Priester, Krieger, Landwirte und Handwerker) auf. Seit den Tagen des ersten Königs Gayomarth, als die Menschen noch unzivilisiert waren, lebten die Menschen nicht besser als zur Zeit Dschamschids.

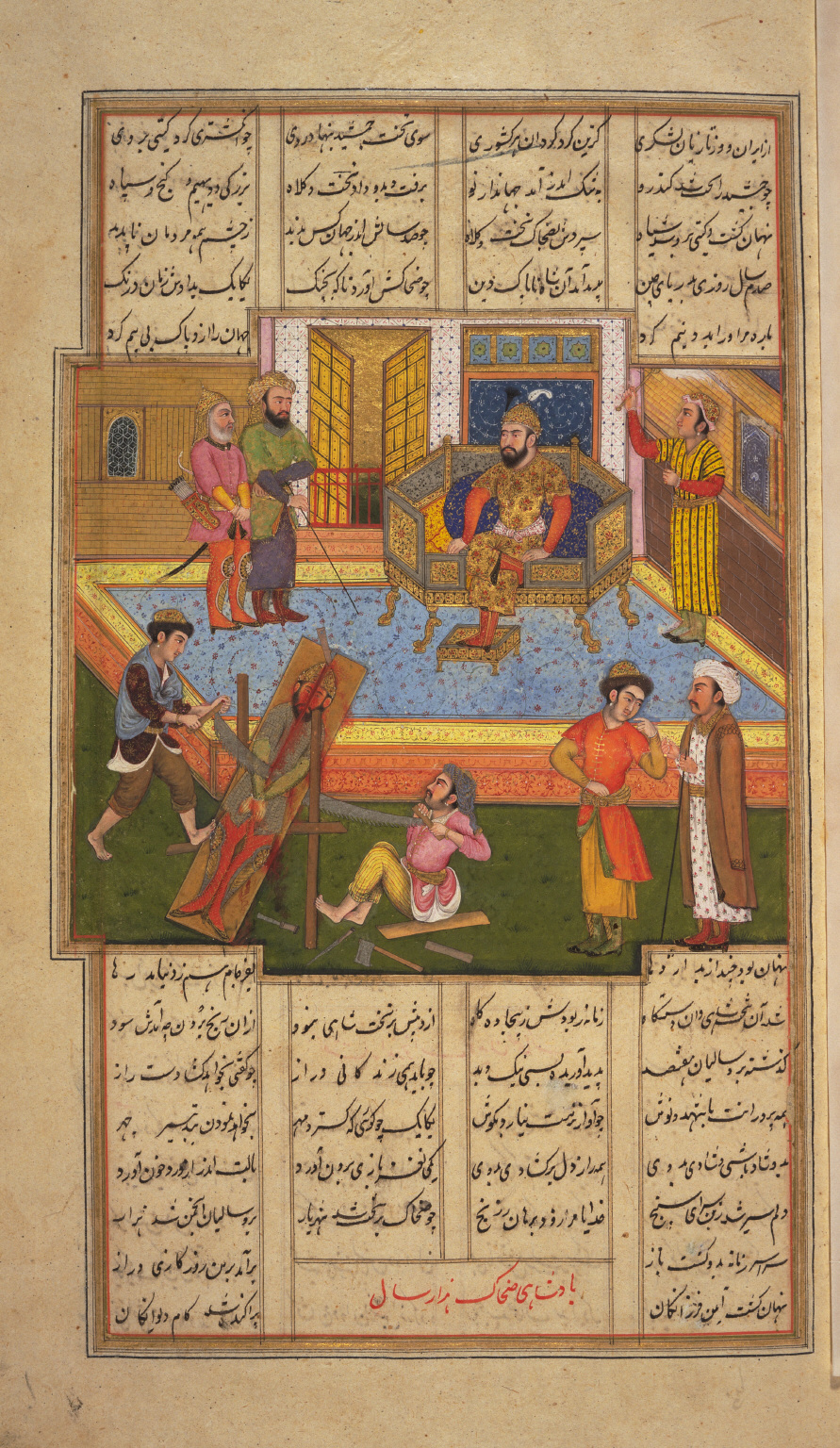
Dschamschid wird vor Zahak in zwei Hälften gesägt

Dschamschid hielt sich selbst für göttlich:
„In mir ist“, sprach er, „Gotteslicht,
Fürst bin ich, und Priester minder nicht.
Den Bösen kürz' ich des Bösen Hand,
Und jeder Geist sei zur Helle gewandt.“
Dschamschid gab als erster König der Gesellschaft eine Struktur, indem er eine Art Arbeitsteilung einführte und damit vier soziale Klassen schuf:
1. Priester (Arthurian)
2. Krieger (Nisarian)
3. Bauern (Nesudi)
4. Handwerker (Anuchoschi)

Dschamschid wird von Ferdosi die Einsetzung des Neujahrsfestes Nouruz zugeschrieben. 

„Da saß, wie die glänzende Sonn' auf der Luft,
Der Schah, der kein Gebot widerruft.
Juwelen ihm streuend standen sie,
den Tag Neujahrtag nannten sie.
Jahranfang, Hormus des Ferwedin
War's, als die Freude der Welt erschien.
...
Aus jenen Tagen solch froher Tag
Blieb uns von jenem Fürsten nach.“

 Am ersten Tag des Monats Farvardin wird noch heute Nouruz gefeiert. Bei den Parsen in Indien heißt dieser Tag immer noch „Jamshēd-i Nawrōz“.
Die Menschen kannten in dieser Zeit weder Tod noch Mühe und Arbeit. Die Diws erledigten alle Arbeiten, und die Menschen lebten in paradiesischen Verhältnissen. Doch damit sollte es nach 700 Jahren vorbei sein. Mit der andauernden Herrschaft Dschamschids wuchs dessen Egomanie ins Unermessliche. Zum Ende seiner Herrschaft beanspruchte Dschamschid, dass ihn die Menschen als Schöpfergott anbeten sollten. Da erlosch Dschamschids göttlicher Glanz, die göttliche Gnade entflog in Gestalt eines Vogels und die Menschen verweigerten ihm die weitere Gefolgschaft. Dschamschid bereute seine Tat, doch es half nichts. Die Gottheit hatte sich von ihm abgewandt, das Goldene Zeitalter endete und der Grundstein für die nachfolgende Herrschaft des bösen Zahak war damit gelegt.
An dieser Stelle schlägt Ferdosi nun ein neues Kapitel in dem Epos auf: Er erzählt die Geschichte von Mirdas dem Araber und Beduinenkönig, und dessen Sohn Zahak, einem Diener Ahrimans. Zahak oder Dhohhak, wie Rückert ihn nennt, forderte Dschamschid heraus, nachdem er zuvor, verführt von Iblis, seinen Vater ermordet und sich dessen Thrones bemächtigt hatte. Die iranischen Fürsten, die Dschamschid die Gefolgschaft verweigerten, unterstützten Zahak und riefen ihn zum neuen Schah aus. Dschamschid floh vor Zahak, wurde von ihm aber gestellt und getötet. Zahak, der durch einen Pakt mit Ahriman zu einem Monster wurde, aus dessen Schulter zwei Schlangen wuchsen, die sich von Menschenhirnen ernährten, wird als Drachenkönig geschildert, der nur Böses, Mord, Raub und Brandschatzung im Sinn hat. Die Menschheit fiel unter seiner Herrschaft wieder in eine dunkle Zeit ohne Zivilisation zurück.
Nach iranischem Selbstverständnis symbolisiert Persepolis, griechisch für »Stadt der Perser«, die Hauptstadt Dschamschids. Die Stätte wird daher in Iran Tacht-e Dschamschid (Der Thron des Dschamschid) genannt. Genauso werden auch die Gräber mit Skulpturen der Könige der Achämeniden und der Sassaniden dem sagenhaften Helden Rostam zugeschrieben. Die Grabstätte heißt daher heute immer noch Naqsch-e Rostam.

## Der Kelch des Dschamschid
Nicht im Schahname enthalten ist die Legende von Dschamschids Kelch oder Pokal, einer Art „Heiliger Gral“. Dschamschid vergaß, dass all seine Macht, sein Wissen über die Welt, welches er aus einem kristallenen Kelch („Kelch des Dschamschid“, persisch جام جم, DMG Ǧām-e Ǧam) bezog, und sein Können ihm von Gott geschenkt war, womit das Goldene Zeitalter beendet war.